# Goya/Bester animierter Kurzfilm

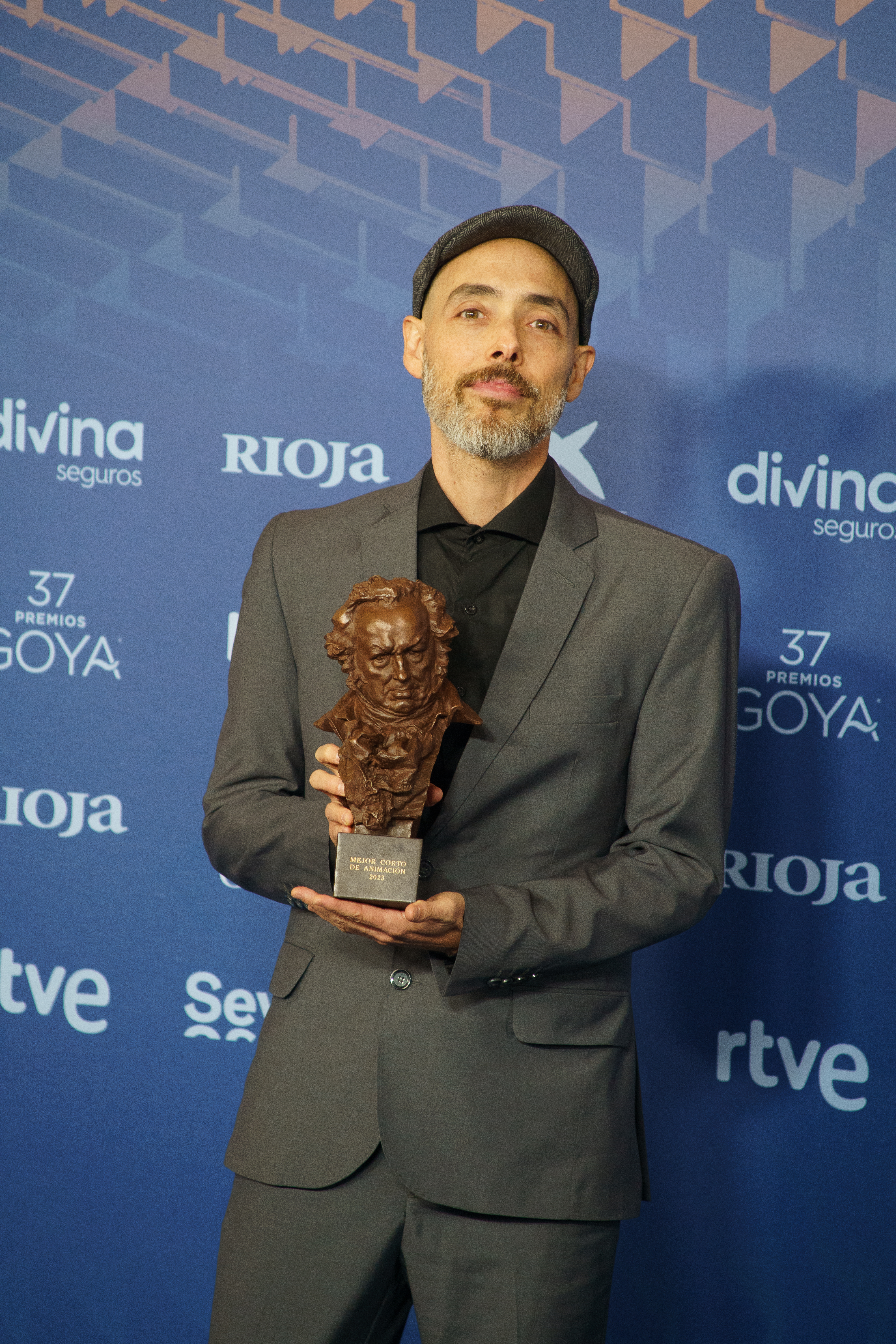
Pablo Polledri, der Regisseur des besten animierten Kurzfilms von 2023: Loop

Gewinner und Nominierte für den spanischen Filmpreis Goya in der Kategorie Bester animierter Kurzfilm (Mejor cortometraje de animación) seit der Verleihung im Jahr 1995, bei der erstmals der Goya in dieser Kategorie vergeben wurde. Ausgezeichnet werden die besten einheimischen Kurzfilme des jeweils vergangenen Jahres.

## 1990er Jahre
1995
El sueño de Adán – Regie: Mercedes Gaspar
- Arturo Gámez – Regie: Miguel Navarro

1996
Caracol, col, col – Regie: Pablo Llorens
- Las partes de mi que te aman son seres vacios – Regie: Mercedes Gaspar

1997
Pregunta por mí – Regie: Begoña Vicario
- Esclavos de mi poder – Regie: Mercedes Gaspar
- Mater gloriosa – Regie: Armando Pereda

1998
nicht vergeben

1999
nicht vergeben

## 2000er Jahre
2000
Los girasoles – Regie: José Lagares und Manuel Lagares
- Animal – Regie: Miguel Díez Lasangre
- Podría ser peor – Regie: Damián Perea
- Smoke City – Regie: Edu Martín und Mario Tarradas
- William Wilson – Regie: Jorge Dayas

2001
nicht vergeben

2002
Pollo – Regie: Manuel Sirgo
- El aparecido – Regie: Diego Agudo
- La colección – Regie: Dídac Bono
- W.C. – Regie: Daniel Martínez Lara

2003
Sr. trapo – Regie: Raúl Díez
- El negre és el color dels déus – Regie: Marc Riba und Anna Solanas
- TV – Regie: Pablo Núñez und Antonio Ojeda

2004
Regaré con lágrimas tus pétalos – Regie: Juan Carlos Marí
- A… Mantis Religiosa – Regie: Pablo Núñez und Antonio Ojeda
- El desván – Regie: José Corral
- La habitación inclinada – Regie: Pako Bagur, Freddy Córdoba und Ibán José
- Manipai – Regie: Jorge Dayas

2005
El enigma del Chico Croqueta – Regie: Pablo Llorens
- Minotauromaquia – Regie: Juan Pablo Etcheverry
- The Trumouse Show – Regie: Julio Robledo
- Vuela por mí – Regie: Carlos Navarro

2006
Tadeo Jones – Regie: Enrique Gato
- La gallina ciega – Regie: Isabel Herguera
- La leyenda del espantapájaros – Regie: Marco Besas
- La luz de la esperanza – Regie: Ricardo Puertas
- Semilla del recuerdo – Regie: Renato Roldán

2007
El viaje de Said – Regie: Coke Riobóo
- Another Way to Fly – Regie: Alfredo García Revuelta
- Broken Wire – Regie: Juan Carlos Mostaza
- Hasta la muerte – Regie: Juan Pérez Fajardo
- La noche de los feos – Regie: Manuel González Mauricio

2008
Tadeo Jones y el sótano maldito – Regie: Enrique Gato
- Atención al cliente – Regie: Marcos Valín und David Alonso
- El bufón y la infanta – Regie: Juan Galiñanes
- La flor más grande de mundo – Regie: Juan Pablo Etcheverry
- Perpetuum mobile – Regie: Enrique García und Raquel Ajofrin

2009
La increíble historia del hombre sin sombra – Regie: José Esteban Alenda
- El ataque de los kriters asesinos – Regie: Samuel Orti
- Espagueti western – Regie: Sami Natsheh
- Malacara y el misterio del bastón de roble – Regie: Luís Tinoco
- Rascal’s Street – Regie: Marcos Valín, María Monescillo und David Priego

## 2010er Jahre
2010
La dama y la muerte – Regie: Javier Recio Gracia
- Alma – Regie: Rodrigo Blaas
- Margarita – Regie: Álex Cervantes
- Tachaaan! – Regie: Carlos del Olmo, Miguel Ángel Bellot und Rafael Cano

2011
La bruxa – Regie: Pedro Solís García
- Exlibris – Regie: María Trénor
- La torre del tiempo – Regie: José Luis Quirós
- Vicenta – Regie: Sam Orti

2012
Birdboy – Regie: Pedro Rivero und Alberto Vázquez
- Ella – Regie: Juan Montes de Oca
- Rosa – Regie: Jesus Orellana
- Zeinek gehiago iraun – Regie: Gregorio Muro

2013
El vendedor de humo – Regie: Jaime Maestro
- Alfred y Anna – Regie: Juan Manuel Suárez García
- La mano de Nefertiti – Regie: Guillermo García Carsí
- ¿Por qué desaparecieron los dinosaurios? – Regie: María del Mar Delgado García und Esaú Dharma Vílchez Corredor

2014
Cuerdas – Regie: Pedro Solís García
- Blue & Malone: Detectives imaginarios – Regie: Abraham López Guerrero
- O xigante – Regie: Julio Vanzeler und Luis da Matta
- Vía Tango – Regie: Adriana Navarro Álvarez

2015
Juan y la nube – Regie: Giovanni Maccelli
- A Lifestory – Regie: Nacho Rodríguez
- A Lonely Sun Story – Regie: Juanma Suárez García und Enrique Fernández Guzmán
- El señor del abrigo interminable – Regie: Victoria Sahores Ripoll
- Sangre de unicornio – Regie: Alberto Vázquez

2016
Alike – Regie: Daniel Martínez Lara und Rafael Cano Méndez
- Honorio: Dos minutos de sol – Regie: Paco Gisbert Picó und Paqui Ramírez Villaverde
- La noche del océano – Regie: María Lorenzo Hernández
- Víctimas de Guernica – Regie: Ferrán Caum

2017
Decorado – Regie: Alberto Vázquez
- Darrel – Regie: Alan Carabantes
- Made in Spain – Regie: Coke Riobóo
- Uka – Regie: Valle Comba

2018
Woody & Woody – Regie: Jaume Carrió
- Colores – Regie: Arly Jones und Sami Natsheh
- El ermitaño – Regie: Raúl Díez
- Un día en el parque – Regie: Diego Porral

2019
Cazatalentos – Regie: José Herrera
- El olvido – Regie: Xenia Grey und Cristina Vaello
- I Wish … – Regie: Víctor L. Pinel
- Soy una tumba – Regie: Khris Cembe

## 2020er Jahre
2020
Madrid 2120 – Regie: José Luis Quirós und Paco Sáez
- El árbol de las almas perdidas – Regie: Laura Zamora
- Homomaquia – Regie: David Fidalgo Omil
- Muedra – Regie: César Díaz Meléndez

2021
Blue & Malone: Casos Imposibles – Regie: Abraham López Guerrero
- Homeless Home – Regie: Alberto Vázquez
- Metamorphosis – Regie: Juan Fran Jacinto und Carla Pereira Docampo
- Vuela – Regie: Carlos Gómez-Mira

2022
The Monkey – Regie: Lorenzo Degl’Innocenti und Xosé Zapata
- Nacer – Regie: Roberto Valle
- Proceso de selección – Regie: Carla Pereira Docampo
- Umbrellas – Regie: Álvaro Robles und José Prats

2023
Loop – Regie: Pablo Polledri
- Amanece la noche más larga – Regie: Lorena Ares und Carlos Fernández de Vigo
- Amarradas – Regie: Carmen Córdoba González
- La prima cosa – Regie: Omar A. Razzak und Shira Ukrainitz
- La primavera siempre vuelve – Regie: Alicia Núñez Puerto

2024
To Bird or Not to Bird – Regie: Martín Romero
- Becarias – Regie: Marina Cortón, Marina Donderis und Núria Poveda
- Todo bien – Regie: Diana Acién Manzorro
- Todo está perdido – Regie: Carla Pereira Docampo und Juan Fran Jacinto
- Txotxongiloa – Regie: Sonia Estévez

2025
Cafunè – Regie: Carlos Fernandez de Vigo und Lorena Ares
- El cambio de rueda – Regie: Bego Arostegui
- La mujer ilustrada – Regie: Isabel Herguera
- Lola, Lolita, Lolaza – Regie: Mabel Lozano
- Wan – Regie: Víctor Monigote